# Chioma Okoye
Chioma Okoye (sinh ngày 3 tháng 7 năm 1983) là tên của một diễn viên, nhà văn và là một nhà sản xuất phim người Nigeria. Từ khi bà bắt đầu xuất hiện trong một bộ phim Nollywood (nền công nghiệp điện ảnh của Nigeria) thì từ đó, bà đã góp mặt trong hơn 100 bộ phim và bán ra hàng triệu đĩa phim. Bà được xem như là người mở đầu cho Nollywood. Hiện tại, bà đang là CEO của công ty giải trí Purple Ribbon.

## Lí lịch
Bà sinh ra ở bang Kaduna, lớn lên cùng gia đình. Anh chị em của bà tên là Godwin Okoye, Sam Okoye, Gloria Okoye, Christian Okoye và Victoria Okoye. Mẹ bà tên là Okoye Noami. O, còn cha bà là Joseph Okoye, ông chết vào ngày 30 tháng 4 năm 2013. Tiếp đến là bà học tiểu học và trung học tại bang Kaduna và bang Anambra. Sau đó bà vào đại học Lagos (Unilag) để học về lịch sử và chiến lược.

## Sự nghiệp
Ban đầu bà được diễn viên Pete Edochie giới thiệu để diễn xuất. Vai diễn đầu tiên của bà trong một bô phim tên là No Shaking cùng với Victor Osuagwu, Sam Loco Efe. Tiếp đó là bộ phim tên là Nothing Spoil.
Bộ phim Chioma Okoye sản xuất đầu tiên tên là Aso-Ebi Girls. Năm 2003, bà trở nên nổi tiếng với một bộ phim tên là Abuja Connetion.

Năm 2004, bà nhận được giải nữ diễn viên xuất sắc nhất tại buổi lễ trao giải "Người thành phố" (tiếng Anh: City People). Năm 2007, bà được trao giải nữ diễn viên Anh ngữ xuất sắc nhất tại lễ trao giải African Youth.

## Phim ảnh
| Năm  | Tên phim                 | Vai diễn | Ghi chú |
| ---- | ------------------------ | -------- | ------- |
| 2003 | Slow Poison (Agala)      |          |         |
| 2003 | Drummer Boy              |          |         |
| 2004 | Abuja Connection         |          |         |
| 2004 | True Romance             |          |         |
| 2005 | Too Late                 |          |         |
| 2013 | Aso-ebi girl             |          |         |
| 2013 | Prof and Den Gun         |          |         |
| 2013 | The World Richest Family |          |         |